# Feathered Dreams
Pour plus de détails, voir Fiche technique et Distribution.
Feathered Dreams est un film nigériano-ukrainien sorti en 2012, réalisé par Andrew Rojen, qui joue également dans le film avec Omoni Oboli. Ce film est la première collaboration cinématographique entre le Nigeria et l'Ukraine. Feathered Dreams est également le premier long métrage ukrainien en langue anglaise.

## Synopsis
Le film raconte l'histoire d'une jeune étudiante en médecine nigériane vivant en Ukraine, nommé Sade (jouée par Omoni Oboli) qui rêve de devenir chanteuse, mais elle se confronte à plusieurs difficultés du fait qu'elle est étrangère,.

## Fiche technique
- Titre original : Feathered Dreams, Легка, мов пір'їнка
- Titre français : Feathered Dreams
- Réalisation : Andrew Rojen
- Scénario : Olexandr Rojen
- Musique : Sergey Vusyk
- Direction artistique : Olga Shybalovskaya
- Costumes : Maria Izotova
- Photographie : Dmitriy Nedria
- Son : Alex Bevz
- Montage : Vladimir Morozov
- Production : Austeen Eboka, Michael Maltsev, Igor Maron et Philipp Rojen
- Société de production : Highlight Pictures
- Société de distribution : Highlight Pictures
- Pays de production :  Ukraine
- Langue originale : anglais, ukrainien
- Genre : drame
- Durée : 96 minutes
- Dates de sortie : 12 novembre 2012[Où ?]

## Distribution
- Omoni Oboli : Sade
- Evgeniy Kazantsev : Bronnikov
- Andrew Rojen : Denis
- Philippa Peter : Nkechi
- Conrad Tilla : père de Sade
- Oksana Voronina
- Austeen Eboka

## Production
La coproduction de Feathered Dreams est née du besoin des cinéastes ukrainiens de pénétrer le marché nigérian et le marché africain en général,. L'industrie cinématographique ukrainienne étant confrontée à des difficultés de financement et au manque de soutien de l'État, les cinéastes ont cherché des solutions de rechange en collaborant avec des industries florissantes. Igor Maron, l'un des producteurs, a déclaré qu'il a eu l'idée de participer au projet après avoir visité Abuja, au Nigeria, et qu'il a trouvé de nombreux Nigérians parlant russe et ukrainien parce qu'ils avaient étudié dans l'ancienne Union soviétique. Il a donc pensé qu'il serait une bonne idée de créer un film qui se concentre sur la communauté étrangère en Ukraine,. Le réalisateur Andrew Rojen s'est ensuite rendu deux fois au Nigeria pour se familiariser avec les méthodes de production des films Nollywoodien,. Le film a été tourné en 2011 à Kiev, en Ukraine. Omoni Oboli s'est rendue deux fois en Ukraine pendant la durée du tournage, y passant respectivement six et deux semaines. Le réalisateur, Rojen, qui joue également le rôle principal masculin du film, n'avait aucune expérience préalable de la comédie. Il a décidé de jouer dans ce film en raison du manque d'acteurs anglophones en Ukraine.

## Musique et bande originale
La musique de Feathered Dreams a été composée par Sergey Vusyk. La chanson My Everything a été écrite par Natalia Shamaya et interprétée par Gaitana. La bande originale a été publiée sous le label Lavina music et Highlight Pictures.

### Liste des pistes
| 1.    | My Everything                 | 3:57 |
| 2.    | Khreschatyk                   | 2:25 |
| 3.    | Feathered Dreams (Main Theme) | 1:54 |
| 4.    | Deportation                   | 1:56 |
| 5.    | Feathered Dreams (Theme #1)   | 1:06 |
| 11:19 |                               |      |

## Récompenses
Feathered Dreams a été nommé pour deux prix aux Golden Icons Academy Movie Awards de 2013 dans les catégories "Meilleur film Diaspora" et "Meilleur réalisateur de film - Diaspora",,.